# Godnathistorie
En godnathistorie er en historie som børn og i nogle tilfælde voksne får fortalt eller læst op, når de er lagt i seng umiddelbart før de skal sove. Det er typisk forældre eller andre med ansvar for børn, som læser eller fortæller godnathistorier.
Der er en række forhold, der spiller ind i, om en historie er egnet til godnathistorie eller ej – for eksempel kan en skræmmende historie gøre det svært for barnet at falde i søvn.
| Familie | Spire Denne artikel om familie og parforhold er en spire som bør udbygges. Du er velkommen til at hjælpe Wikipedia ved at udvide den. |